# الآراء والمعتقدات
الآراء والمعتقدات (بالفرنسية: Les Opinions et les Croyances)‏ هو كتاب لعالم علم نفس الجماهير أو علم النفس الجماعي الفرنسي جوستاف لوبون حيث يتحدث ويبحث في تسعةِ أبواب عن تكوين الآراء والمعتقدات. هنا في كتابه يطرح جوستاف الأسئلة ثم يحاول الإجابة عليها فيوضِّح الفروق بين الآراء والمعتقدات من جهة والمعرفة من جهة أخرى.

## وصلات خارجية
- نسخة مترجمة للكتاب من قبل مؤسسة هنداوي للتعليم والثقافة